# Töreälven
Töreälven is een rivier in Zweden, in de provincie Norrbottens län. De rivier ontstaat in een moerasgebied ten westen van Överkalix bij het Muggträsket, ongeveer 175 meter boven de zeespiegel, stroomt van noord naar zuid, maakt onderweg heel veel bochten, komt   door verschillende meren, waaronder het Muggträsket, heeft een lengte van 79 kilometer en een stroomgebied van 448,6 km². De grootste zijrivier van de Töreälven is de Tallån. Bij Töre stroomt de rivier in de Siknäsfjord, een baai van de Botnische Golf.
Töre is tevens de enige grote plaats aan de rivier. Töre komt van het vroeg-noorse Taura, hetgeen tuimelen betekent, de rivier tuimelt naar beneden. Älv is het Zweeds voor rivier.